# باربارا نیمچک
باربارا نیمچک (انگلیسی: Barbara Niemczyk؛ زادهٔ ۱۳ نوامبر ۱۹۴۲) بازیکن والیبال اهل لهستان است.